# Ciasto

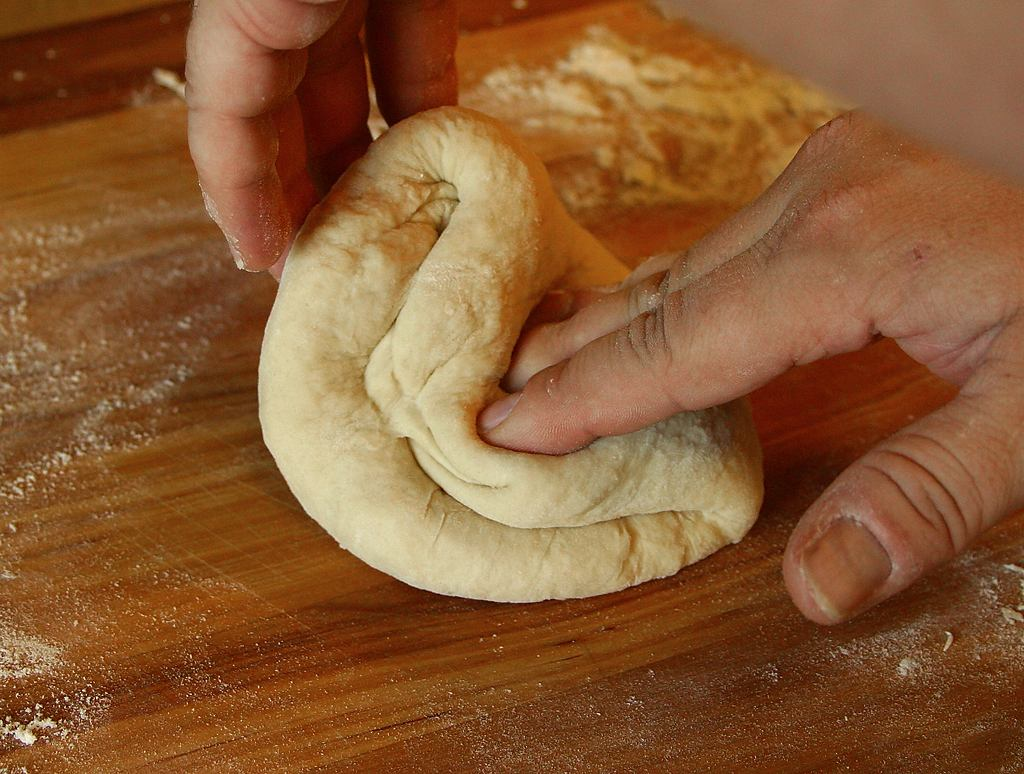
Zagniatanie ciasta na pizzę

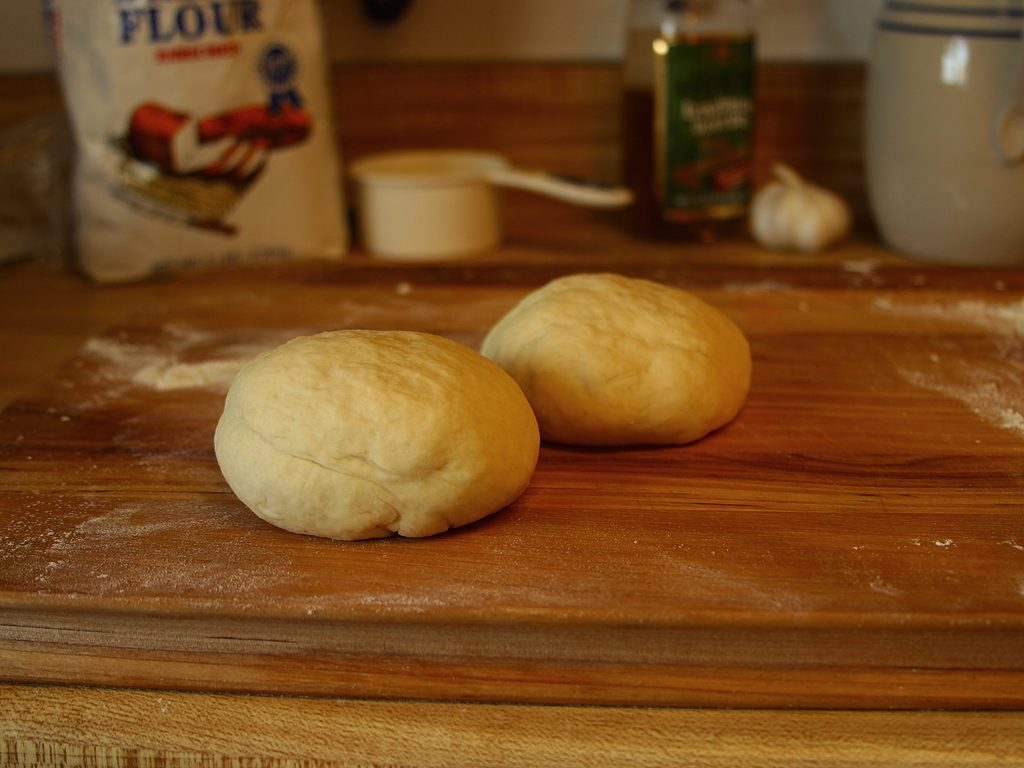
Zagniecione ciasto

Ciasto – plastyczna i elastyczna masa powstała przez zagniecenie lub wymieszanie mąki, płynów (wody lub mleka) i innych składników, np. cukru, jajek, tłuszczów. 
Niektóre ciasta, np. na bezy lub makaroniki nie zawierają w swoim składzie w ogóle mąki. Do wielu ciast dodaje się nie wodę, lecz mleko, maślankę, kefir, jogurt, roztopione masło, olej, sok owocowy, napój gazowany itp. Zdarza się też, że nie ma w nich żadnego płynu, tylko jajka, np. ciasta na biszkopty, lub też miód, np. ciasta na niektóre pierniki i miodowniki. W zależności od przeznaczenia może zostać poddane fermentacji przy pomocy drożdży lub zakwasu, co spulchnia lub czasami zakwasza ciasto. W celu spulchnienia ciasta używa się również np. sody oczyszczonej, proszku do pieczenia, lub piany z białek.
Ciasta zazwyczaj poddaje się obróbce cieplnej przez pieczenie, gotowanie i smażenie. W wyniku czego otrzymuje się makarony, kluski, pieczywo zwykłe (chleby), półcukiernicze (chały, strucle) i cukiernicze (ciasta, ciastka, torty).